# Crayola
Crayola LLC, tên cũ là Binney & Smith Company, là một công ty sản xuất của Mỹ chuyên cung cấp và sản xuất họa cụ. Công ty này được biết đến qua thương hiệu Crayola và được biết đến nhiều nhất với các dòng sản phẩm bút màu. Công ty có trụ sở tại xã Forks, quận Northampton, Pennsylvania. Kể từ năm 1984, Crayola là một công ty con thuộc sở hữu hoàn toàn của Hallmark Cards.
Crayola ban đầu vốn là một công ty cung cấp bột màu công nghiệp, nhưng sớm chuyển trọng tâm sang các sản phẩm nghệ thuật dùng trong gia đình và trường học bắt đầu từ phấn, sau đó là bút sáp màu, bút chì màu, bút dạ, sơn, đất nặn và các mặt hàng liên quan khác. Tất cả các sản phẩm mang nhãn hiệu Crayola bán trên thị trường là không độc hại và an toàn cho trẻ em sử dụng. Hầu hết bút chì màu Crayola được sản xuất tại Hoa Kỳ.
Crayola cũng sản xuất Silly Putty và một dòng sản phẩm nghệ thuật chuyên nghiệp với thương hiệu 'Portfolio Series', bao gồm sơn acrylic, màu nước, màu keo và cọ vẽ.
Crayola, LLC tuyên bố thương hiệu Crayola đã được 99% công nhận sự tên tuổi trong các hộ gia đình tiêu dùng ở Hoa Kỳ.